# Arvád
Arvád (arabul: أرواد – Arwād, görögül: Aradosz, latinul: Aradus) Szíria egyetlen szigete a Földközi-tengeren, Tartúsz kikötővárosa mellett, amely már a bronzkor óta folyamatosan lakott.

## Elhelyezkedése
Arvád nagyjából ovális, észak-déli irányba elnyújtott, mintegy 800 méter hosszú és 300 méter széles szigete Tartúsz városától nagyjából 5, a tengerparttól pedig megközelítőleg 2,5 kilométerre nyugatra fekszik a Földközi-tengeren.

## Története

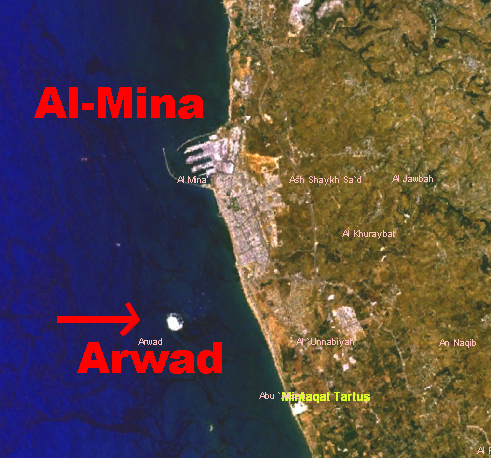
Arvád elhelyezkedése a térképen

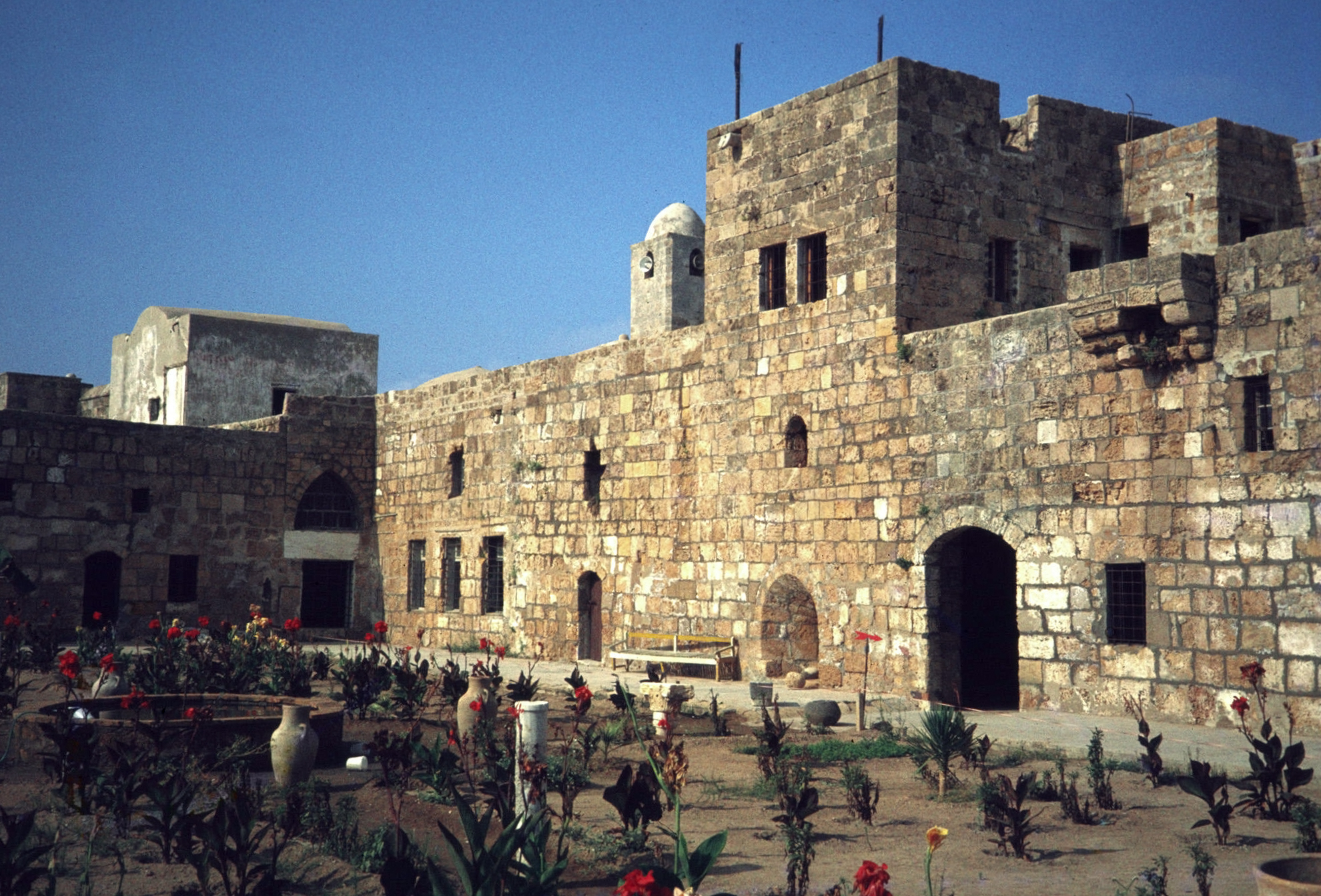
Az arvádi várudvar

III. Thotmesz egyiptomi fáraó Kr. e. 1450 körül ötödik hadjárata során elfoglalta a szigetet. A Kr. e. 14. század közepéről származó Amarna-levelek jelentős kereskedelmi központként emlékeznek meg a kánaániták által lakott Arvádról, amelynek lakóit az Ószövetség Kánaántól származtatja. A föníciai városállam Kr. e. 1200 körül, a tengeri népek támadása révén került ki Egyiptom befolyása alól. Arvád a tengeri kereskedelemben Türoszhoz mérhető fontosságra tett szert a Kr. e. 1. évezred első felében, és a szárazföldön is kiterjesztette a befolyását: északra a vagy hatvan kilométerre fekvő mai Dzsabláig, a szárazföld belseje felé pedig a vagy nyolcvan kilométerrel keletebbre levő mai Homszig. Az Alavita-hegység alacsonyabb déli vonulatai között a Baál-templomáról ismert Baotocecea részben a hajóépítéshez nélkülözhetetlen faanyag kitermelését biztosította. Ebben az időszakban Amrít volt a szigetlakók szárazföldi „elővárosa”.
Az I. e. 8. század végén, III. Tukulti-apil-ésarra idején asszír uralom alá került vazallusként, I. e. 600 körül az Újbabiloni Birodalom, I. e. 539-ben pedig az Óperzsa Birodalom része lett. A perzsa flotta részeként aradoszi hajók is részt vettek a I. e. 480-as szalamiszi csatában. Nagy Sándor I. e. 333-as érkezésekor a sziget királya, Gerosztratosz behódolt neki, ezért a város megőrizhette autonómiáját. Az aradoszi flottát a Ptolemaida-dinasztia ellen felhasználó Szeleukida Birodalom alatt a viszonylagos belső önállóság megmaradt, de az I. e. 3. század közepén a monarchia megszűnt. I. e. 64-ben római uralom alá került Szíria egészével együtt, és I. e. 46-ban Caesar, I. e. 41-ben pedig Marcus Antonius büntette meg ellenséges lakóit.
A római időszakban Aradosz napja leáldozott, korábbi szárazföldi támaszpontja, Antaradosz (a mai Tartúsz) jobb kikötési lehetőségeivel hamarosan túlnőtt anyavárosán – igaz, csak I. Constantinus idején, a 4. század elején vált külön igazgatása a szigetétől. Szent Pál állítólag megállt itt római utazása során. A Bizánci Birodalomban flottatámaszpontként működött, de a szárazföldi városok után Aradosz is a muszlim arabok kezére került 640-ben. A keresztes háborúk korában Tartúszhoz hasonlóan a templomos lovagok felügyeletére bízták, akik egészen 1302-ig tudták magukat tartani a szigeten – az utolsó szárazföldi keresztes erősségek már 1291-ben elestek.

## Látnivalói
A sziget ma elhanyagoltsága és szennyezettsége ellenére kedvelt turistalátványosság, rendszeres hajójárat közlekedik kikötője és a tartúszi tengerpart között. A mindmáig folyamatosan lakott sziget teljesen beépült és meglehetősen zsúfolt, utcái szűkek és kacskaringósak. A kikötő, amit az ókorban mesterséges szirttel választottak ketté, a sziget északkeleti felén van. A kikötő környékén számos étterem és szuvenírárus kapott helyet.
Az ókori, küklopikus falakból, amelyek a dél-délnyugati oldalt védték, helyenként kisebb szakaszok maradtak meg. Két kisebb erősség is fennmaradt: az egyik az oszmán kori helyőrségé volt, a másik pedig a keresztesek jórészt lerombolt várából készült. Ez utóbbiban ma kis múzeum működik. A sziget látványossága még a hagyományos fahajógyártás: a part felé néző, keleti oldalon számos hajóépítő műhely van, amelyek jórészt a rendszeres arvádi járatokat látják el, illetve halászhajókat gyártanak.